# Леденцовы
 Леденцовы — опустевшая деревня в Кировской области. Входит в состав муниципального образования «Город Киров»

## География
Расположена на расстоянии примерно 23 км по прямой на запад-юго-запад от железнодорожного вокзала станции Киров.

## История
Известна с 1873 года как часть деревни Рождества Богородицы, в 1926 году (уже Леденцовы) здесь дворов 41 и жителей 187, в 1950 32 и 82, в 1989 оставалось 2 человека. Административно подчиняется Октябрьскому району города Киров.

## Население
Постоянное население не было учтено как в 2002 году, так и в 2010.